# Numicia seydeli
Numicia seydeli är en insektsart som beskrevs av Synave 1962. Numicia seydeli ingår i släktet Numicia och familjen Tropiduchidae. Inga underarter finns listade i Catalogue of Life.